# Alto Catanga
Alto Catanga (Haut-Katanga) é uma província no extremo sul da República Democrática do Congo. Foi criada pela Constituição de 2006 e instalada em 2009. Tem uma população de 3 960 945 habitantes (estimativa aproximada de 2005) e sua capital é a cidade de Lubumbashi.
Nesta província está localizado o Pedículo do Congo.

## Territórios
- Kambove
- Kasenga
- Kipushi
- Mitwaba
- Pweto
- Sakania

## Área preservada
Na província está o Parque Nacional Kundelungu, uma área preservada estabelecida no ano de 1970.